# باول إدواردز (ملحن)
باول إدواردز (بالإنجليزية: Paul Edwards)‏ هو ملحن بريطاني، ولد في 19 مارس 1955.